# Ohene Djan Stadium
Ohene Djan Stadium je multifunkční stadion s kapacitou 40 000 lidí, který se nachází v Accře v Ghaně. Nejčastěji se používá pro fotbalové zápasy. Jeho původní název byl Accra Sports Stadium, ale to dnešní jméno nese název prvního ředitele tělocvičny v zemi Ohene Djan, přičemž k přejmenování došlo v roce 2004. Její název byl dosti kontroverzní na rozdíl od mnoha lidí v Accře s Ga komunitou, která se domnívala, že prominentní Ga by měl mít tu čest, protože stadion je ústředním bodem města Accra. Přestože stadion je považován mnoha lidmi za národní stadion.
Jako určené místo pro konečný zápas Afrického poháru národů v roce 2008, musel být stadion přestavěn pro modernizaci aby splňoval podmínky FIFA. Práce na stadionu byly doknočeny v říjnu 2007. Díky stadionu byl otevřen slavnostní turnaj čtyř národů v Ghaně (viz Zenith Cup).
Stadion je rovněž domovem dvou afrických nejpopulárnějších klubů, Accra Hearts of Oak SC a Great Olympics, ale také Ghanská fotbalová reprezentace tam sehrála pár utkání. Během roku 2000 stadion hostil Africký pohár národů v Ghaně a Nigérii, během něhož se na stadionu sehrálo tam devět zápasů. Na Africkém pohárů národů roku 1978 se zde hrálo finále.